# Beastie Boys
I Beastie Boys sono stati un gruppo musicale hip hop statunitense formatosi a New York nel 1981.
La band era costituita da tre elementi principali: i rapper Adam "Ad-Rock" Horovitz, Michael "Mike D" Diamond e Adam "MCA" Yauch, con aggiunti il dj Mix Master Mike, il percussionista Alfredo Ortiz e il tastierista Money Mark. Tutti e tre i componenti principali sono di origine ebraica, mentre gli altri provengono rispettivamente da San Francisco, Los Angeles e Detroit: questi ultimi hanno fatto il loro ingresso nel gruppo durante gli anni novanta in momenti differenti.
Nel 1979 fondarono la band The Young Aborigines e cambiarono nome in Beastie Boys due anni dopo. Il nome "Beastie", inventato dall'ex componente John Berry, è l'acronimo della frase "Boys Entering Anarchistic States Towards Inner Excellence", e significa "Ragazzi che entrano in Stati anarchici per ottenere la perfezione interiore".
I Beastie Boys nacquero come un gruppo hardcore punk, che prendeva ispirazione dalla musica dei Bad Brains, una nota band hardcore punk di Washington DC, per poi trasformare il proprio stile musicale, dopo avere conosciuto il produttore discografico Rick Rubin, che l'indirizzò a un genere (il crossover), del quale sarebbero stati eletti, un giorno, precursori e maestri.
Di tutti i gruppi che caratterizzarono la scena musicale old school hip hop degli anni ottanta i Beastie Boys sono rimasti gli unici a produrre fino agli anni 2010 nuovi lavori discografici e a esibirsi in concerti e festival davanti alle folle.
Con la morte di Adam "MCA" Yauch il 4 maggio del 2012 (causata da un tumore alla gola diagnosticatogli nel 2009) i componenti rimasti dei Beastie Boys hanno smesso di esibirsi e di comporre nuovo materiale, e nel 2014 è stato dichiarato ufficialmente lo scioglimento della band.

## Storia

### Esordi e passaggio dal punk all'hip hop

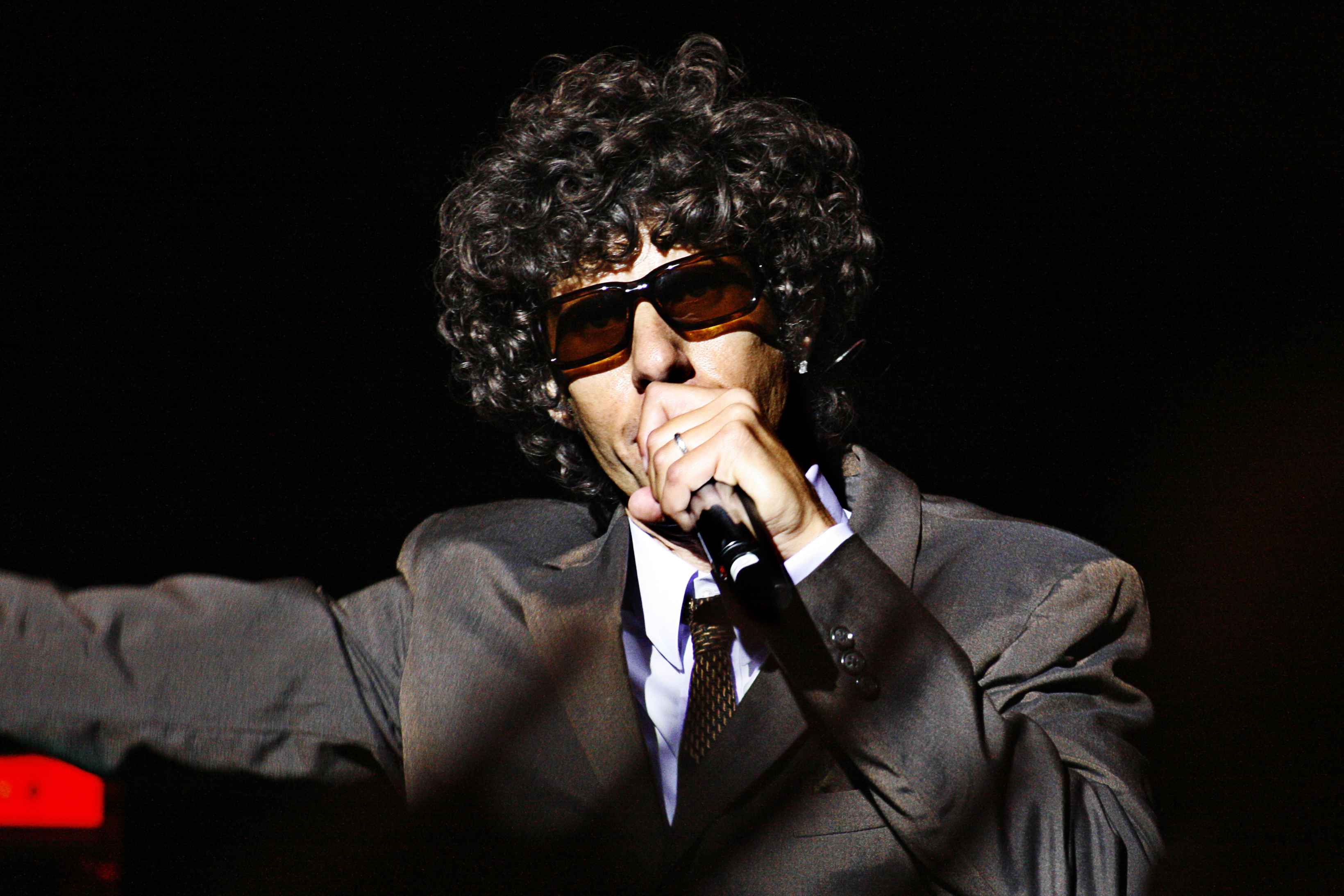
Michael Diamond nel 2007.

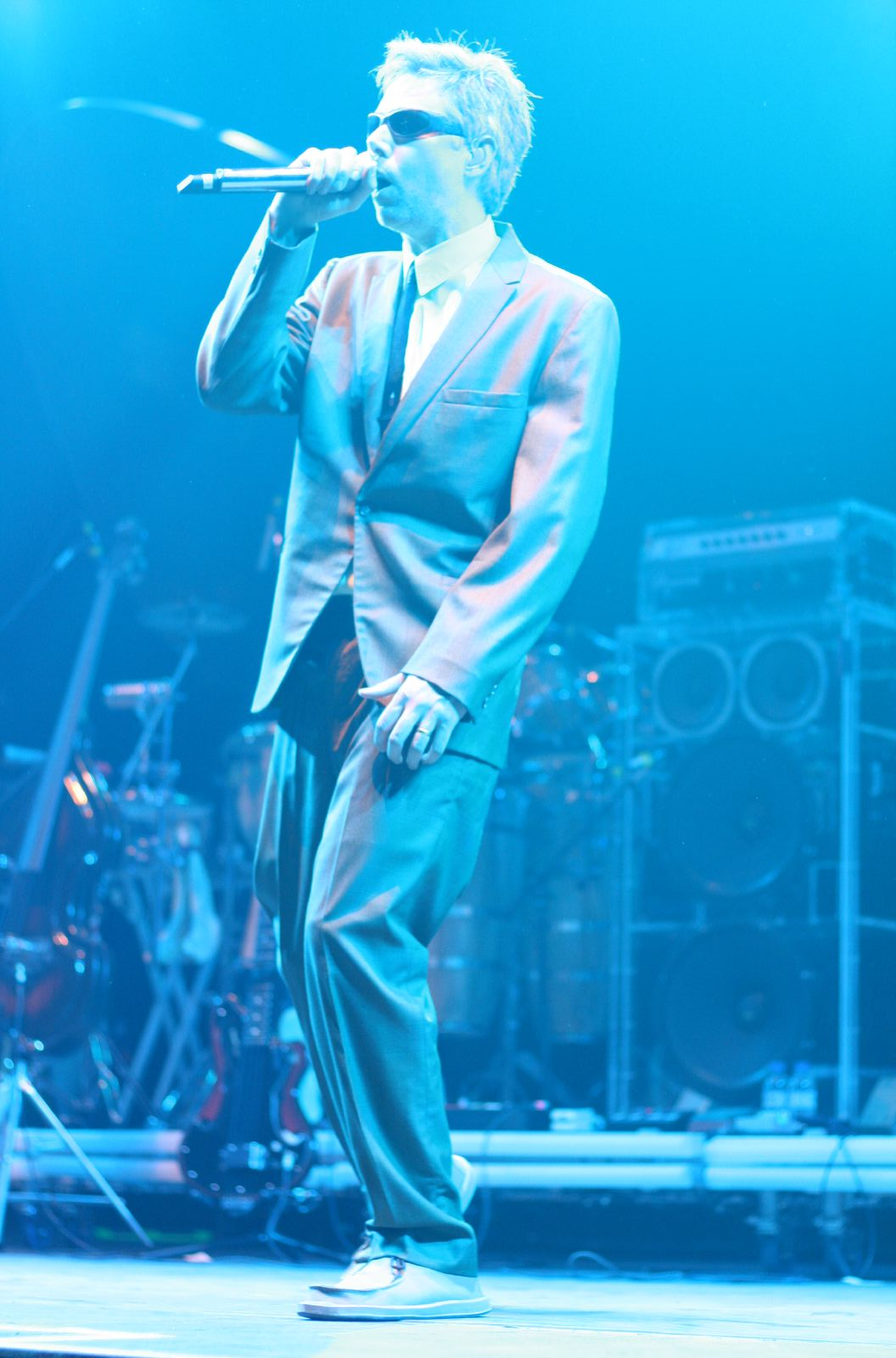
Adam Yauch.

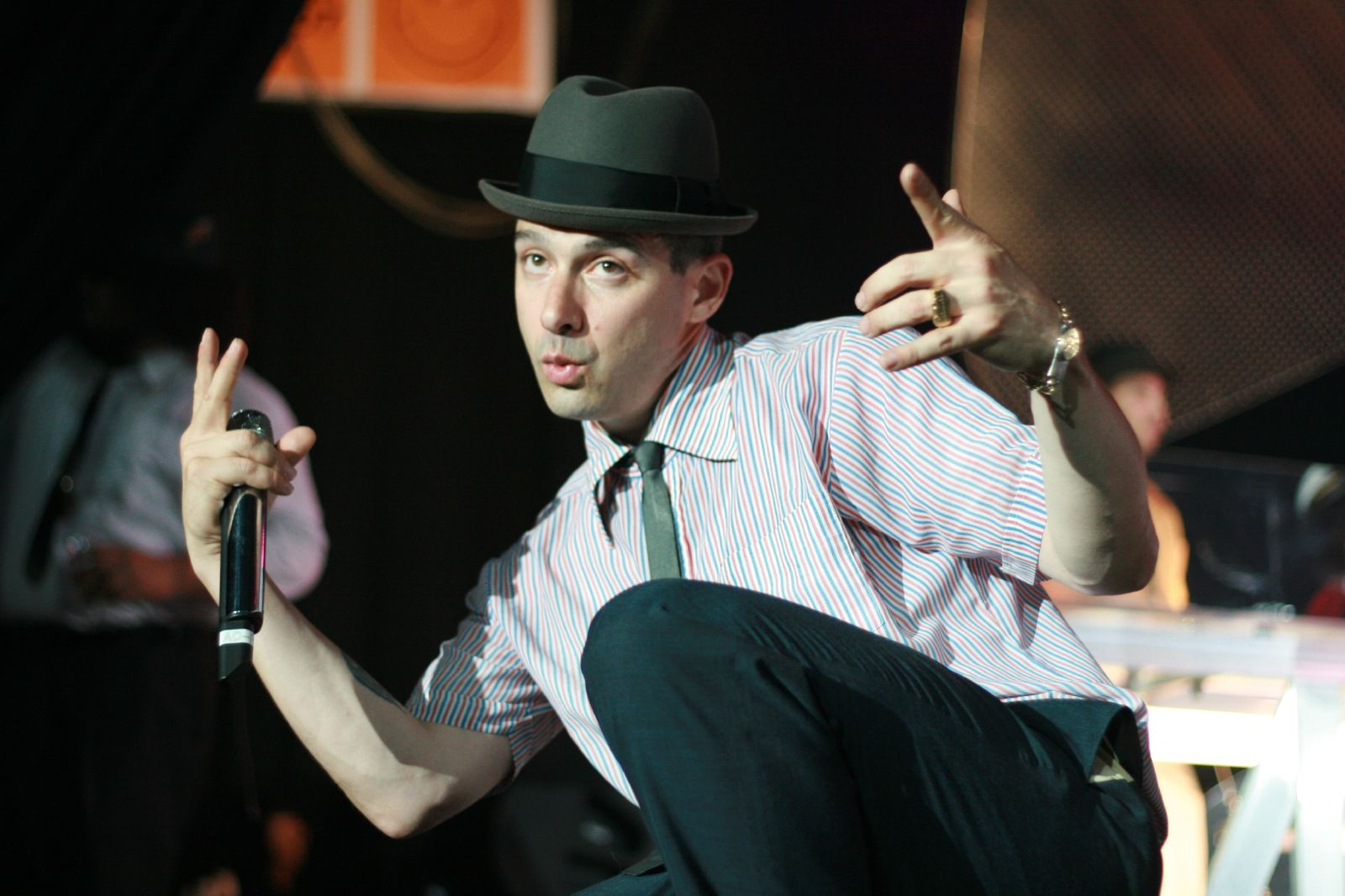
Adam Horovitz.

Nel 1979 Michael Diamond, Kate Schellenbach, John Berry e Jeremy Shatan fondarono il gruppo musicale dei The Young Aborigenes, di chiara matrice hardcore, cominciando così a suonare presso alcuni locali punk di New York e in occasione di feste di compleanno di amici comuni. Due anni dopo, durante un concerto dei Bad Brains, Diamond conobbe Adam Yauch, un ragazzo che frequentava a New York il suo stesso college e che si dilettava, nel tempo libero, a suonare il basso ed era intenzionato a creare una band. Condividendo la passione per lo stesso genere musicale, Diamond lo invitò a partecipare alle audizioni del gruppo, che decise, senza consultarsi con il bassista Shatan, di rimpiazzarlo con Yauch, dando vita al nuovo progetto dei Beastie Boys: curiosamente, la neonata band debuttò a casa del suo nuovo componente durante la festa di compleanno dello stesso, il 5 agosto 1981.
Yauch si aspettava che l'esperimento musicale durasse giusto il tempo di un paio di spettacoli, percependolo come un temporaneo divertimento. Al contrario i concerti si susseguirono a ripetizione, così la band s'inserì stabilmente nel novero dei gruppi musicali della scena punk di New York.
La prima canzone dei Beastie Boys fu Egg Raid on Mojo, nata dall'improvvisazione di Yauch e Berry, che un giorno avevano marinato la scuola e si erano recati a casa di John, vicino Broadway per provare qualche accordo. Il testo del brano fu ispirato da un buttafuori, soprannominato Mojo, che alcune volte faceva entrare gratis i ragazzi in un club di NY, mentre in altre occasioni si rifiutava di farlo; i Beastie Boys immaginarono una situazione di questo tipo, organizzando un raid a base di uova sul malcapitato "omaccione".
Nel 1982, il giovane produttore discografico Dave Parsons propose ai Beastie Boys di lavorare per lui, invitandoli a produrre un Extended Play con la Ratcage Records. Trasferito il loro studio al 171 A (dove si esibivano spesso), scrissero una decina di canzoni e, scremate di numero, le pubblicarono in un breve album intitolato Pollywog Stew, che riscosse un discreto interesse da parte del giovane pubblico newyorchese che affollava il negozio della Ratcage e un locale, l'A 7, dove si suonava musica hardcore. Nel frattempo, John Berry allentò i suoi legami con il resto del gruppo, e non dimostrandosi più interessato al progetto, decise di abbandonarlo per unirsi ai Thwig; la sua partenza fu presto rimpiazzata dall'arrivo del chitarrista dei The Young and the Useless, Adam Horovitz; egli conosceva bene i Beastie visto che la sua band apriva sempre i loro concerti e suonava cover del gruppo.
Il 1983 fu un anno molto importante per il gruppo, che per tre quarti dei suoi membri era restio a portare avanti lo stile adottato in precedenza; si assistette così a una svolta musicale, che condusse i Beastie Boys ad avvicinarsi all'hardcore hip hop dei Run DMC, dei quali ammirarono il coraggio di creare una musica originale, basata sulla fusione di generi distanti e tanto diversi come hardcore e rap. Il secondo EP Cooky Puss fu in questo senso decisivo, poiché dimostrò senza dubbio che gli obiettivi musicali prefissi dai ragazzi del gruppo non potevano conciliare con quelli della batterista Schellenbach, fedele a suoni tradizionali e per altro unica componente femminile. L'omonimo singolo fu trasmesso in modo martellante dalla radio del college dei ragazzi; le novità del sound dell'album, caratterizzato da scratching e beat tipici del rap, convinsero Diamond che la via intrapresa era quella giusta; ma per fare dell'esperimento un vero successo, era necessario contattare qualcuno che potesse cambiare definitivamente lo stile musicale dei Beastie Boys.
Ciò fu compiuto da Rick Rubin, fondatore dell'etichetta discografica Def Jam che divenne impresario e deejay della band e indusse la Schellenbach, a seguito di reiterati atteggiamenti sessisti nei suoi confronti (durante i concerti i quattro maschi erano al centro dell'attenzione, mentre la batterista appariva in secondo piano; inoltre erano sorte antipatie molto forti tra i due, che avevano indotto Rubin a escluderla di fatto da ogni incontro e idea), ad abbandonare il gruppo. La goccia che fece traboccare il vaso fu la scelta improvvisa di Rubin, compiuta senza consultare la batterista, di equipaggiare il gruppo con tute dell'Adidas, fatto che la ragazza seppe con qualche giorno di ritardo, avendo trascorso il seguente week-end fuori città.
Kate Schellenbach partecipò comunque alle prove da cui scaturì il terzo album dei Beastie Boys, un Extended Play come negli altri casi, uscito nel 1984 con il titolo Rock Hard; dal breve album fu estratto il singolo omonimo, consistente in una reinterpretazione di un brano di Mark Kamins, datato 1977.

### Mike D, MCA e Adrock con Madonna e Run DMC
Per la grande occasione della loro vita i Beastie Boys, rimasti in tre, dovettero aspettare solo qualche mese, quando i loro "idoli", i Run DMC, firmarono per la Def Jam di Rick, nata da un accordo di fusione tra la Ratcage Records e una sconosciuta etichetta dello stesso Rubin, con la quale era stato pubblicato anche Rock Hard. I Beastie furono invitati ad adottare dei nomi d'arte; fu così che Michael Diamond, Adam Yauch e Adam Horovitz divennero "Mike D", "MCA" e "(King) Adrock": la moda dei soprannomi investì quindi anche la band newyorchese, pronta a intraprendere professionalmente la carriera musicale, dopo che per diversi anni la musica era stata per loro solo un divertente hobby.
Arrivarono anche i primi soldi; infatti Diamond fece causa alle British Airways per avere usato senza permesso alcuni estratti della canzone Cookie Puss in una delle loro pubblicità. Il processo terminò con la vittoria dei musicisti, che per decisione del giudice dovettero essere risarciti con 40.000 dollari. Con questo denaro il trio acquistò un appartamento, prima adibito a locale di manifattura cinese, a Manhattan nei pressi di un bordello gestito da persone di origine coreana.
Il 1985 vide la prima collaborazione eccellente dei Beastie Boys, che furono contattati direttamente da Madonna per partecipare al suo Virgin Tour, in giro per il Nord degli Stati Uniti. La cantante voleva ingaggiare i Run DMC, ma la loro indisponibilità convinse Madonna a puntare su un altro gruppo innovativo in termini di cultura musicale, gruppo che accettò la proposta dell'artista e partì con lei per la lunga tournée, durante la quale i Beastie, dediti a ogni tipo di eccesso, furono spesso sonoramente fischiati dai fan. Fu in particolare Yauch a ubriacarsi e a mostrare i genitali in pubblico più di una volta; questo comportamento mise alle corde il rapporto di cordialità che c'era tra Madonna e il gruppo, e solo le scuse ufficiali di MCA gli permisero di continuare la preziosa esperienza con i compagni. Intanto l'EP Rock Hard ottenne una discreta diffusione, grazie al tour promozionale del gruppo, e la canzone valse alla Def Jam una denuncia, da parte degli AC/DC, per utilizzo illegale di un sample. Per chiarire la controversia Diamond contattò personalmente gli avvocati della band, che alla fine decise però di rimanere nella sua posizione e comportando di fatto lo stop alla pubblicazione dell'EP, mai più ristampato e per questo divenuto con il passare del tempo una rarità.
In un momento di pausa Rubin fece il suo debutto come regista di video musicali con She's on It, canzone goliardica che valse ai Beastie Boys l'ingresso, sebbene di breve durata, nelle classifiche discografiche statunitensi. Il video mostra il trio alla ricerca di una ragazza in bikini, escogitando diverse strategie per attirare la sua attenzione e per conquistarla, anche se alla fine il loro piano fallisce miseramente a causa di una bomba che esplode in ritardo. Il successo della canzone, una delle colonne sonore del film Krush Groove e interpretata tra l'altro davanti allo scioccato pubblico giunto per assistere agli show di Madonna, fu merito di un piccolo canale televisivo di New York, U68, un incrocio tra MTV e canale pubblico, che trasmetteva video di musica sperimentale, senza preferenze di generi musicali. Fu così che i Beastie Boys furono ingaggiati da un noto club della città, il City Gardens, per una serata che si preannunciava molto calda, per la presenza di una band di Washington. Ma tutti commisero l'errore di perdersi le previsioni del tempo; un tremendo acquazzone fece tornare a casa tutti i ragazzi accorsi allo spettacolo, e solo cinque persone assistettero allo show del trio.
Alla fine del 1985 il gruppo fece la sua prima apparizione al cinema, ricoprendo una piccola parte nel film Krush Groove, firmato da Run DMC e Rick Rubin.
Terminata la tournée al seguito di Madonna i Beastie Boys ripartirono immediatamente, questa volta con i Run DMC nel loro Raising Hell tour. Il deejay che accompagnava sul palco i rapper era Doctor Dre, da non confondere con Dr. Dre. I Run DMC non furono comunque gli unici a esibirsi, visto che anche LL Cool J, Whodini e Timex Social Club parteciparono agli spettacoli. I Beastie Boys ebbero poi l'opportunità di aprire i concerti dei Public Image Ltd., gruppo che non disdegnò di concedere una chance a chi, come i Beastie Boys, cercava di rivoluzionare e sviluppare il linguaggio e la musica punk.
I Beastie Boys costruirono una base itinerante per i fan, oltre a partecipare come gruppo di apertura ai concerti, dove le nuove performance inclusero un nuovo brano, Slow and Low, prestato loro dai Run DMC e al quale il trio cambiò una sola strofa, mantenendo intatta la struttura fondamentale della canzone. A questo brano è legato un aneddoto curioso; mentre si trovava negli studi della Def Jam, Yauch trovò una musicassetta della canzone e copiò i testi senza essere visto. Più tardi, durante le registrazioni di Licensed to Ill, i tre chiesero a Simmons e McDaniels il permesso di farne una cover e lo ottennero.

### L'eccezionale diffusione diLicensed to Ille la scandalosa tournée
L'inizio del 1986 vide i Beastie Boys impegnati nella realizzazione del video di Hold It Now, Hit It, singolo uscito nei negozi per preparare il pubblico statunitense alla pubblicazione del primo disco, ormai quasi pronto dopo due anni di prove in studio. Il brano entrò subito nelle classifiche R&B e dance americane, senza però sfondare. Qualche mese dopo fu la volta del doppio vinile Paul Revere / The New Style, seguito nel mese di novembre dal loro primo album in studio, Licensed to Ill, il cui successo fu travolgente; trainato dal famoso singolo (You Gotta) Fight for Your Right (to Party), celebre anche per il video, nel quale i tre ragazzi di New York recitano in un fantomatico party con torte in faccia e baci galeotti (la canzone raggiunse la settima posizione nella speciale classifica del "The Billboard Hot 100" del 1987), vendette 700.000 copie in poche settimane, divenute alla fine cinque milioni: un risultato che nessun album hip hop degli anni ottanta seppe eguagliare. L'album è stato poi nominato, nel 2003, il 217º album più bello di tutti i tempi secondo la rivista Rolling Stone
Il disco, che avrebbe dovuto contenere anche una reinterpretazione di I'm Down dei Beatles (Michael Jackson, che ne deteneva i diritti, si rifiutò di concederli alla Def Jam), raggiunse il primo posto nelle classifiche di vendita e lo mantenne per più di un mese, anche per merito delle televisioni musicali che tendevano a influenzare sempre più i gusti del pubblico, specialmente quello adolescenziale. Infatti, le canzoni dei Beastie Boys divennero degli inni generazionali che, con il loro uso di espressioni volgari e anticonformiste, spesso sessiste - come in Girls, dove i tre ragazzi bianchi invitano le donne, con disprezzo misto a ironia, a occuparsi delle faccende domestiche, come lavare i piatti e fare il bucato - incarnavano perfettamente la dilagante moda giovanile, specialmente maschile, del divertimento eccessivo, con la stretta combinazione tra alcool e libertà in materia sessuale e una concezione materialista del mondo femminile.
Dal punto di vista musicale l'album è caratterizzato da pezzi ben diversi tra di loro quanto a stile e strumenti utilizzati; pur essendoci una prevalenza di suoni tipici del rap, non mancano riff di chitarra elettrica, che mescolati ai groove del comune hip hop, danno vita a una musica originale e capace di attirare l'attenzione di appassionati di altri generi, come il metal, che i Beastie parodiarono nel video di No Sleep Till Brooklyn, pezzo che li fece conoscere anche in Inghilterra e chiaramente ispirato dall'album dei Motörhead No Sleep 'til Hammersmith. A mostrare interesse e curiosità verso tali sperimentazioni furono anche musicisti di questo genere, come il chitarrista degli Slayer Kerry King, che collaborò alla realizzazione della parte prettamente rock sia di Fight For Your Right che di No Sleep Till' Brooklyn: altri accordi metal compaiono nei brani Rhymin' & Stealin'  e She's Crafty.
La maggior parte di queste canzoni sono per la maggior parte senza senso compiuto, o comunque riguardano argomenti frivoli, trattati con altrettanta leggerezza e vacuità. Tra una strofa e l'altra, è difficile trovare legami logici, visto che spesso non si registra alcuna consonanza per temi e situazioni descritte. Queste caratteristiche sono comunque volute appositamente dal trio, che da quel momento cercherà sempre di discutere in maniera allegra e "non-sense" di qualsiasi argomento, dal più al meno serio.
Il 1987 fu l'anno del lungo tour in giro per gli Stati Uniti d'America e per l'Europa, che vide i Beastie Boys trasferirsi da una località all'altra in compagnia dei Fishbone, di una ragazza ingaggiata per ballare durante i concerti dentro una gabbia e di un fallo di gomma di circa otto metri da esibire sul palco (non tanto diverso da quello che i Rolling Stones portarono con sé in un tour). Il nuovo dj del gruppo fu Wendell Fite, in arte DJ Hurricane, che sostituì il partente Doctor Dre. Numerosi furono gli episodi riprovevoli di cui si macchiarono i membri del gruppo: dall'ubriachezza continua alla distruzione di camere d'albergo, dal lancio di mobili nelle piscine degli hotel a condotte scandalose.
(Adam Yauch)
Il corso degli eventi provocò il peggioramento dei rapporti con la Def Jam, che rifiutò la proposta di MCA di realizzare la pellicola Scared Stupid, per la quale tutto era già pronto, dagli attori alle battute. Ma il peggio doveva ancora venire.
Giunti in Inghilterra, dove la moralista opinione pubblica britannica aveva già abbondantemente espresso la propria preoccupazione per l'arrivo dei musicisti, i Beastie Boys non si risparmiarono, offrendo un'immagine di sé ancora peggiore di quella già nota. In un primo momento, si scatenò una rissa tra Jam Master Jay, deejay dei Run DMC - accompagnavano il trio - e Adam Yauch, che, in evidente stato di ebbrezza, lo colpì con un pugno in faccia al solo scopo di avere un titolo di giornale tutto per sé. Poi, in uno show a Liverpool, alcuni spettatori lanciarono bottigliette e lattine addosso ad Adam Horovitz, che reagì indirizzando contro di loro una mazza di baseball; pur non facendolo di proposito, Adrock colpì in pieno volto una ragazza del pubblico, e questa reazione gli costò due giorni di prigione.
Successivamente una giovane fan, essendole stato rifiutato un autografo, diffuse alla stampa britannica la falsa notizia secondo cui i Beastie Boys avrebbero deriso, in ospedale, dei pazienti malati terminali di leucemia. Adrock, il portavoce del gruppo, contattò immediatamente la redazione della rivista Smash Hits per smentire quanto affermato da giornali come il Daily Mirror, ma le sue parole non impedirono alle radio britanniche di sospendere la trasmissione di loro canzoni: la situazione degenerò quando pervennero alla sede della Def Jam minacce di morte.
Tornati finalmente a casa i Beastie Boys terminarono il loro lunghissimo tour con un concerto al Madison Square Garden di New York davanti a ventimila persone. Sembrava fosse finalmente giunta l'ora di dedicare qualche settimana al riposo, dopo lo stress psicologico e lavorativo di tanti mesi di tournée, ma Rick Rubin insistette perché il momento di fama e di successo fosse prolungato il più possibile: il proprietario della Def Jam auspicava che il trio si rimettesse al lavoro per produrre subito un nuovo album. I Beastie Boys rifiutarono la proposta, suscitando la reazione sdegnata del produttore, la quale diede adito a un periodo di forti tensioni, anche a livello legale, perché i Beastie cercarono in tutti i modi di svincolarsi dal contratto che li legava a Rubin: la sospirata rescissione dell'accordo sarebbe avvenuta solo due anni dopo. Alla fine del 1987 la band si trasferì a Los Angeles, dove Adam Horovitz si legò sentimentalmente all'attrice Molly Ringwald e iniziò a recitare come attore insieme a Donald Sutherland. All'inizio del 1988, i Beastie Boys firmarono quindi per la Capitol Records, per la quale si apprestarono a lavorare su un nuovo album, dopodiché furono invitati dagli storici "compagni di viaggio", i Run DMC, a partecipare al loro film Tougher Than Leather.

### L'approdo alla maturità musicale conPaul's Boutique
Il trasferimento dalla East alla West Coast permise ai Beastie Boys di tagliare i ponti con il passato, sia dal punto di vista musicale che dell'immagine. Infatti i ragazzi di Brooklyn cercarono di dimenticare gli eccessi del periodo precedente, perseguendo il viatico della maturità professionale e comportamentale. Per farlo si avvalsero della collaborazione di altri musicisti, come Matt Dyke, Mario Caldato Jr. e soprattutto i Dust Brothers, che avevano realizzato tra il 1987 e l'anno successivo pezzi psichedelici di carattere strumentale. Fu soprattutto Adam Horovitz a rimanere estasiato dall'originalità dei loop, dopo che ne ascoltò casualmente un paio a una festa in un locale di Los Angeles; chiese a Dyke chi ne fosse l'autore, e alla sua risposta, con cui precisava di averli realizzati insieme agli altri ragazzi, insistette perché ne potesse ascoltare altri.
Fu proprio Dyke, amico comune di Yauch e Diamond, a fare conoscere loro il tastierista di San Paolo e i Dust Brothers (Easy Mike e Giz), con cui s'instaurò un interessante sodalizio che sfociò nel disco Paul's Boutique, pubblicato dalla Capitol il 25 luglio 1989. L'album prese vita in alcuni mesi nell'appartamento di Dyke, adibito temporaneamente a studio di registrazione; in quel periodo, i Beastie Boys affittarono a Los Angeles una casa presso il quartier generale della Grasshopper Unit, mantenendone come nome quello della coppia ("The Grassholf") che vi aveva abitato in precedenza. Il disco fu molto diverso da quello di due anni prima; in esso si mescolano sonorità funk, soul e rock, con un elevato numero di campionamenti (da Johnny Cash - maestro indiscusso della musica country - ai Beatles, dai Pink Floyd ai Led Zeppelin e a moltissimi altri artisti ancora) e di stili, a sovrapporsi e intercambiarsi di canzone in canzone. In una pubblicazione del 2006 realizzata dal critico musicale Dan LeRoy riguardo al disco (e riaggiornata nel 2014 in occasione dell'anniversario dei 25 anni dall'uscita dell'album con il titolo: For Whom The Cowbell Tolls - 25 Years of Paul's Boutique), si stimano all'incirca trecento campionamenti adoperati dalla band e dallo staff di produzione durante le sessioni di registrazione in studio del lavoro. I Beastie Boys hanno sempre dichiarato di avere corrisposto tutti i dovuti indennizzi agli autori originali delle varie opere da cui furono estratti i samples; a tal proposito Micheal Diamond ha dichiarato anni dopo nell'autobiografia Beastie Boys Book pubblicata nel 2018 che la realizzazione di Paul's Boutique costò alla band «la perdita di centinaia di migliaia di dollari che furono inizialmente pagati dalla Capitol e che poi i Beastie Boys dovettero restituire alla propria casa discografica tramite prelievo dalle royalties dell'opera loro spettanti».
Nel maggio 2012, a pochi giorni di distanza dalla scomparsa di Adam Yauch, i Trouble Funk, tra le più importanti band della scena go-go funk di Washington, citarono in giudizio i Beastie Boys proprio per questioni relative al copyright perché, a dire dei membri del gruppo, alcuni loro brani, ossia la hit del 1982 Drop The Bomb insieme alle altre loro canzoni Say What e Let's Get Small sarebbero stati illegalmente campionati in Hold It Now Hit It e The New Style su Licensed To Ill e in Car Thief e Shadrach su Paul's Boutique. Nel 2015 il giudice titolare del caso ha assolto i Beastie Boys da ogni accusa mossa nei loro confronti. All'epoca dell'uscita di Paul's Boutique, il pubblico non seppe però apprezzare lo sforzo compositivo dei Beastie Boys, che pagarono probabilmente la scelta di accantonare la loro immagine di machi; dalle catene, gli anelli voluminosi e i giubbotti di pelle si passò così a camicie hawaiane, occhiali scuri e semplici jeans. Fu così che i membri del gruppo si guadagnarono finalmente il rispetto del mondo discografico statunitense, che qualche tempo prima, riferendosi al loro primo lavoro, li aveva definiti come Tre idioti che hanno realizzato un capolavoro; ebbene questo antipatico appellativo era stato sì rimosso, ma a spese di fama e successo, che vennero improvvisamente a mancare. L'album, pur vendendo quasi un milione di copie ed entrando nelle classifiche, anche se di soppiatto, con la loro hit Hey Ladies (raggiunse la 36ª posizione nella speciale classifica del "The Billboard Hot 100" del 1989 e il 10º posto nelle "R&B charts" dello stesso anno), fu un fallimento commerciale.
L'ottima fattura dell'album fu riconosciuta solo tanti anni dopo, quando il successo internazionale tornato a sorridere ai Beastie Boys portò a un recupero del loro materiale uscito in precedenza. Solo a quel punto la critica rivalutò il disco, ancora oggi ritenuto uno dei migliori album hip hop di sempre. L'inconfutabilità di questa affermazione è dimostrata dalle prestigiose classifiche redatte dalle principali riviste musicali negli ultimi anni, che inseriscono Paul's Boutique nel novero degli album ad avere inciso di più sulla storia della musica. Nei dettagli, il disco fu classificato:
- al 156º posto per la rivista musicale Rolling Stone ne "I 500 album più belli di tutti i tempi";[33]
- 12º posto, rivista musicale Spin, "I 100 album più belli, 1985-2005";[34]
- 74º posto, rivista musicale VH1, "I 100 migliori album di sempre";[35]
- 98º posto, rivista musicale Q, "I lettori di Q: i migliori 100 album di sempre".[36]

Il 19 luglio 2019 i Beastie Boys hanno annunciato, in occasione del trentennale dell'album, la pubblicazione in formato digitale di sei EP legati all'epoca di Paul's Boutique contenenti remix, live, b-sides e qualche inedito del periodo dell'uscita dell'opera: An Exciting Evening At Home With Shadrach, Mesach, Abdenego; Love American Style Ep; Hey Ladies (Remixes); Shadrach (Remixes); Shake Your Rump (Remixes); Looking Down The Barrell Of A Gun (Remixes).

### Il ritorno agli strumenti e la collaborazione con Money Mark

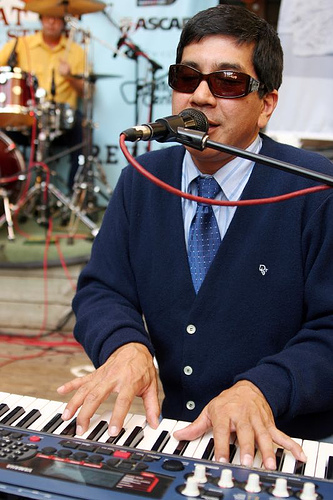
Money Mark, alias Mark Nishita, comportò un cambiamento notevole della musica del gruppo, che si allontanò parzialmente dall'hip hop per abbracciare generi più melodici e produrre suoni più morbidi.

Dopo il parziale fallimento di Paul's Boutique i Beastie Boys si rimisero subito al lavoro, trasformando il loro loft di L.A. in uno studio di registrazione, fornito all'esterno di una rampa per skateboard e di un campo da pallacanestro, la grande passione dei Beastie. Alla fine del 1989 il gruppo riprese in mano gli strumenti musicali che giacevano in cantina da diverso tempo, per provare di nuovo insieme dopo tanti anni. L'esperimento fu positivo, anche se inizialmente non aveva come obiettivo quello di realizzare nuovi brani, ma di capire se vi fossero nel gruppo le stesse sensazioni positive di un tempo. Intanto i Beastie cominciarono ad ascoltare musica funk degli anni sessanta, dalla quale trassero grande ispirazione per il prosieguo della loro carriera musicale, ispirazione che li convinse che nella formazione corrente mancava qualcosa. Infatti, si sentì la mancanza di suoni che né chitarra né basso potevano fornire: su consiglio di Mario Caldato, il tecnico del suono che aveva organizzato la struttura dell'album precedente, i Beastie Boys contattarono un suo amico d'infanzia, Mark Nishita, di mestiere carpentiere ma tastierista per diletto. Fu Adam Horovitz a conoscere per primo Nishita, quando lo mandò a chiamare per installare a casa sua alcuni mobili e apparecchiature elettroniche; i due cominciarono a discutere di musica, in particolare di jazz e indie rock, generi che li accomunavano, e da lì a un invito in studio il passo fu breve.
(Adam Yauch)
A un certo punto i Beastie Boys si trasferirono temporaneamente in un piccolo appartamento di proprietà di Horovitz per lavorare più comodamente, ma questa soluzione non risolse il problema di trovare un luogo più grande dove suonare. Intervenne ancora una volta Caldato, che mise in piedi una grande sala per le registrazioni a casa di Dyke: l'ideale per lavorare in tranquillità e senza problemi di spazi. Fu in questo studio che maturò il terzo album in studio dei Beastie Boys, Check Your Head, ancora una volta distante dal disco precedente, come già accaduto per la seconda uscita rispetto alla prima.
Prima della pubblicazione i Beastie tornarono a New York, dove furono colpiti dalla tragica morte per overdose del loro amico d'infanzia Dave Scilken, che Horovitz conosceva benissimo avendo suonato con lui nei The Young and the Useless; i funerali dello sfortunato giovane furono per il gruppo l'occasione di riappacificarsi con Kate Schellenbach, che qualche mese prima era stata ingaggiata dai Luscious Jackson come batterista. Michael Diamond intanto, diede prova delle sue spiccate doti manageriali fondando la Grand Royal, casa discografica che sponsorizzò immediatamente la nuova uscita del gruppo insieme a diverse altre band, tra cui appunto quella dell'amica di lunga data ed ex membro originale dei Beastie Boys. Diamond realizzò anche un'omonima rivista specializzata in interviste ad artisti e inserti di ogni tipo, sia di musica che di abbigliamento.
Il disco, pubblicato nell'aprile 1992 e prodotto da Caldato, è caratterizzato dall'ennesimo radicale cambiamento di genere, stile e mentalità. Innanzitutto, dei venti brani che compongono l'album, quelli davvero hip hop si contano sulle dita di una mano; nella restante parte dell'album, si passa velocemente dal jazz al funk, dall'hardcore al rock alternativo, in una distesa multicolore di suoni e grooves che infondono al disco grande ecletticità e sperimentalismo. Brani come Pass the Mic (buon successo nei locali dance) e So What'cha Want (92º posto nelle classifiche statunitensi), dove è la potenza delle parole a incidere maggiormente, si alternano a pezzi (semi) strumentali, dove il basso di Yauch e le tastiere di Money Mark - alias Mark Nishita - rivestono un ruolo preminente. Non scompaiono comunque i campionamenti, che talvolta esercitano la parte di protagonisti come in Something's Got to Give, dove la risata malefica che ricorre in continuazione, nata da un'originale Smile Machine acquistata da Horovitz nell'89, conferisce al brano un'atmosfera di misteriosa e indecifrabile spiritualità.
L'elemento religioso iniziò a suscitare l'interesse della band e in particolare di Yauch, che passò in un battibaleno da un estremo all'altro: da "ragazzaccio" circondato da ogni tipo di bevanda alcolica e di droga, a musicista colto, attento alle pratiche religiose e rispettato dalle autorità politiche. Uno stile che Yauch da allora ha sempre mantenuto, sapendo conservare grande serietà anche nei momenti in cui, sul palco, ogni rapper si scatena di solito con vocaboli duri e sopra le righe.
Tanta musica suonata, dunque; un fatto inaspettato per chi non si ricordava degli albori della storia del gruppo, e non considerava i Beastie avvezzi a suonare gli strumenti. Tuttavia, mentre i suoni delle origini erano piuttosto grezzi e poco orecchiabili, la nuova musica strumentale è fine, elaborata e piacevole all'ascolto. La combinazione tra tastiere, chitarra e basso, senza dimenticare gli scratches di DJ Hurricane e la batteria di Mike D, ottenne l'apprezzamento del pubblico; il disco arrivò in cima alle classifiche, anche se vi rimase una sola settimana. Questa volta, a differenza di quanto accaduto per Paul's Boutique, che non fu seguito da un tour promozionale per decisione della Capitol Records, i Beastie Boys partirono dopo cinque anni in tournée: per la prima volta toccarono anche l'Italia, dove ad aprire i loro concerti fu il giovane rapper Frankie hi-nrg mc.
Terminato il lungo giro per il mondo il 31 dicembre a Detroit i Beastie Boys si separarono per qualche mese; Mike D fu impegnato come già detto nei suoi progetti editoriali e discografici (sposò anche la regista Tamra Davis, da cui ha avuto due figli), Adrock fu condannato a prestare 200 ore di servizi sociali per avere malmenato il fotografo di una rivista scandalistica, mentre MCA si recò in Nepal per attuare la sua conversione al buddismo, religione che infine abbracciò, sentendo comunanza d'intenti, anche in ambito politico, con il popolo tibetano.

### Il successo delle nuove sperimentazioni e la solidarietà verso il Tibet
Il momento di grande ispirazione, culminato con l'uscita di Check Your Head, proseguì anche nei mesi successivi. I Beastie Boys fecero sì che il loro parziale rilancio sul mercato musicale, avuto con l'ultima uscita discografica, non s'interrompesse e non costituisse solo una parentesi. Mentre la prima metà del 1993 fu trascorsa lontano dagli studi di registrazione, successivamente la band si rimise al lavoro con i suoi fidati collaboratori, ai quali si aggiunse il percussionista afroamericano Eric Bobo, figlio del più noto Willie. Nel periodo invernale, in Alaska, nei momenti in cui era impossibile praticare lo snowboard per le cattive condizioni meteorologiche, Yauch aveva provato a suonare un nuovo strumento, il contrabbasso, che fu utilizzato in maniera continua nella registrazione del nuovo album (avvenuta in parte a New York, nel quartiere dei Tin Pan Alley, in parte presso i G-Son Studios di Los Angeles).
Prima della pubblicazione del quarto album in studio, Ill Communication, i Beastie Boys raccolsero i loro vecchi brani, quelli della fase hardcore punk, nell'antologia Some Old Bullshit (46º posto nelle classifiche), utile a comprendere le origini artistiche, a molti ignote, del gruppo. All'inizio del 1994 coniarono inoltre il neologismo mullet, indicante una particolare pettinatura di capelli, inserito nella canzone Mullet Head uscita in formato singolo nel 1995.
Le ottime vendite del nuovo disco Ill Communication, uscito nel mese di maggio, furono trainate dal singolo Sabotage, divenuto famoso grazie alla geniale interpretazione dei Beastie Boys nel rispettivo video musicale, diretto da Spike Jonze, dove i membri del gruppo, buffamente camuffati in alcune scene da guardie e in altre da ladri, inscenano avventurosi e spiritosi inseguimenti: il loro intento era chiaramente di parodiare i telefilm polizieschi tanto in voga negli anni settanta, come Starsky & Hutch. Sabotage è stata poi inserita alla posizione numero 475 della lista delle 500 migliori canzoni di tutti i tempi secondo Rolling Stone, pubblicata nel novembre 2004. La formula della canzone - pesanti riffs di basso elettrico distorto accompagnati dal suono altrettanto deciso e a tratti stridulo delle tastiere di Money Mark, pur non essendo completamente innovativa visto il precedente di Licensed to Ill, fu azzeccata e la fama acquisita con questo brano si prolungò con i singoli successivi, basati sulla commistione di campionamenti e parti strumentali di chitarra, contrabbasso e percussioni. Queste ultime furono usate in abbondanza anche nei brani non o parzialmente cantati che appaiono nell'album, più numerosi rispetto ai pezzi basati unicamente sui campionamenti prodotti da Hurricane e Mario C.
L'apporto di Eric Bobo si fa sentire specialmente in Sabrosa, caratterizzata da un inebriante giro di basso a combinarsi con il suono rimbombante delle percussioni, il suono stridente delle tastiere e la precisione dello scratching, e in Bobo on the Corner, dove il nome del musicista non appare a caso, essendo il pezzo suonato quasi per intero con le percussioni. Tra i pezzi strumentali, si possono segnalare anche Shambala e Bodhisattva Vow, dove abbondano melodie orientali ed esotiche - alla registrazione del primo dei due brani collabora anche un coro di voci tibetane a comporre il suono di sottofondo - ed Eugene's Lament, in cui il "lamento" è quello del violino di Eugene Gore. Anche Biz Markie, Q-Tip e Amery Smith collaborarono alla produzione dell'album, seppur in maniera minore rispetto agli altri.
Alla fine i Beastie Boys furono premiati con riconoscimenti di vario tipo da parte di magazine musicali inglesi e statunitensi, mentre non arrivò il titolo di migliore video musicale dell'anno per Sabotage dagli MTV Video Music Awards. I Beastie erano stati nominati in quattro categorie di premi, tutti legati al loro video di spettacolari inseguimenti, ma non ne vinsero neppure uno, superati in due occasioni dagli Aerosmith e altrettante dai R.E.M.. Quando la band di Michael Stipe fu annunciata vincitrice della quarta categoria, quella del migliore regista di video musicali dell'anno e si presentò sul palco per ricevere la statuetta e ringraziare il pubblico, scherzosamente MCA, truccato da Nathaniel Hörnblowér (fantomatico regista svizzero che aveva firmato con Jonze il video, sotto i cui panni Yauch ha sempre nascosto il suo hobby di regista per i Beastie Boys), insorse contro Stipe e contro l'organizzazione dell'evento, fingendo di essere arrabbiato per l'ennesimo smacco della serata. Il cantante, non conoscendo tanto Yauch quanto la sua abituale mascherata, rimase confuso da quanto avvenuto, non sapendo che la scena era stata organizzata con largo anticipo da Yauch in accordo con MTV; dopo qualche secondo, MCA - Hörnblowér fu accompagnato fuori dal palco da due persone, e solo in quel momento Stipe capì di essere stato preso in giro.
Nel 1994 Adam Yauch fondò con Erin Potts la Milarepa Foundation, che si occupava di diffondere, tramite eventi musicali e spettacoli, un messaggio di pace e insieme di denuncia per le azioni militari del Governo cinese verso le comunità, come quella tibetana, sottoposte forzatamente alla loro giurisdizione. La fondazione, della quale faceva parte anche la futura moglie di Yauch, Dechen Wangdu, impegnata anche lei nel sostenere la causa tibetana, organizzò poi una serie di concerti, i Tibetan Freedom Concerts, che si tennero tra il 1996 e il 2001 e videro la partecipazione di tanti artisti impegnati nel sociale. Il più riuscito di questi spettacoli fu il primo, che attirò a San Francisco più di 100.000 persone, dando vita al più grande progetto musicale di beneficenza dopo il Live Aid del 1985. Alla buona causa dell'evento, che fruttò diversi milioni di dollari da destinare ad associazioni giovanili buddiste e alle autorità tibetane, si aggiunse anche la soddisfazione di vedere la netta ascesa delle vendite discografiche: Paul's Boutique raggiunse finalmente la notorietà, dopo tanti anni di anonimato.
Dal 1994 in poi i Beastie Boys programmarono numerose iniziative nel campo della solidarietà; nel tour promozionale di Ill Communication, prolungatosi fino al giugno 1995, un dollaro per ogni biglietto venduto (alla fine della tournée furono decine di migliaia) fu dato in beneficenza. Addirittura i proventi dei tre concerti più importanti (New York, Los Angeles e Washington), con i quali si raccolse la maggiore somma di denaro, furono tutti indirizzati all'erario della fondazione. L'iniziativa fu poi estesa ai Tibetan Freedom Concerts, dove il ricavato della vendita dei tagliandi ebbe lo stesso destino.

### Tempo di raccolte e antologie, episodi e comportamenti curiosi
Nel 1995 i Beastie Boys approfittarono della fama che li aveva investiti per la prima volta dopo tanti anni, pubblicando; un disco live, Root Down EP, contenente le versioni dal vivo di alcuni brani degli ultimi due album e tre versioni differenti della canzone Root Down, singolo estratto da Ill Communication; un'originale raccolta di canzoni hardcore, scritte in pochi mesi da Michael Diamond e AWOL e pubblicate nell'LP Aglio e Olio.
I progetti della band differivano da quelli di Mike D, ma gli altri componenti del gruppo non vollero ostacolare le sue intenzioni e parteciparono con sufficiente entusiasmo al progetto, che tutto sommato portò via poco tempo alla preparazione del nuovo album in studio. Come precisato qualche anno dopo da Diamond:
(Michael Diamond)
All'inizio del 1996 i Beastie Boys decisero di partire in un hardcore tour sotto il falso nome di Quasar; nella tournée il trio, partito con Amery Smith e Mario C, toccò anche piccole località dell'Oceania e del Sud-est asiatico, suonando presso locali e durante feste private. Adam Yauch raccontò poi un aneddoto riguardante il lungo giro per il mondo della band, che in Australia ebbe l'onore di suonare su una nave nel corso di una festa in maschera. Naturalmente anche i Beastie Boys dovettero travestirsi e il concorso per il migliore costume andò a Mario C, che si era mascherato da vichingo.
Un altro curioso episodio, capitato qualche tempo prima che l'LP venisse pubblicato, influenzò la canzone Soba Violence; un giorno, mentre i Beastie Boys si trovavano a Tokyo, un ragazzo palesemente ubriaco aveva acquistato un piatto di soba, ma non riusciva a sedersi al tavolino posto accanto alla macchinetta che distribuiva automaticamente il cibo. Money Mark intervenne per aiutarlo, ma ricevette in cambio un violento pugno in faccia; stessa sorte capitò a una ragazza del gruppo, il cui fidanzato reagì sbattendo il "giovane ubriaco" sul marciapiede. Il titolo della canzone derivò naturalmente da quanto avvenuto.
Nel mese di maggio fu data alle stampe l'antologia The in Sound from Way Out!, contenente undici pezzi strumentali del gruppo, sommati a due inediti: Drinkin' Wine e soprattutto Son of Neckbone, canzone ispirata dal brano Fried Neckbones di Willie Bobo, canzone che Adam Yauch aveva conosciuto tramite Eric. Il brano nacque spontaneamente, in forma di omaggio verso il padre del percussionista, morto a 49 anni nel 1982; a promuovere la produzione della canzone fu Money Mark, che preparò la sua parte, combinata poi con i Timbales di Bobo e con gli altri strumenti.
Poco dopo Diamond portò avanti un progetto personale di musica country, trasformando in maniera radicale la sua immagine di rapper. Passò improvvisamente dal berretto con la visiera al cappello da cowboy, dalla classica cintura al cinturone di pelle, dalle collane ai fazzoletti intrecciati intorno al collo: insomma, creò un personaggio che durò l'arco di cinque anni, giusto il tempo di pubblicare una raccolta di canzoni vagamente di stile country (in realtà lo richiamano appena, visto che sono intrise di battute spiritose e divertenti). Adam Yauch fu interpellato a proposito della stravagante trasformazione dell'amico e lo bollò come un matto che aveva acquisito un'altra personalità in un incidente e andava assecondato, pena gravi pericoli per la sua salute. In modo ironico, come di consueto, MCA definì tragico il periodo in cui Mike D assunse questa nuova identità, che comunque abbandonava prontamente quando si trattava di lavorare con i compagni del gruppo.

### Mix Master Mike e Alfredo Ortiz per l'exploit diHello Nasty
Il 1997 fu interamente speso nella preparazione del nuovo lavoro, alla quale parteciparono nuovi musicisti: Michael Schwartz, eletto nel 1996 migliore deejay del mondo, che sostituì DJ Hurricane, e Alfredo Ortiz a rimpiazzare Eric Bobo, entrato a fare parte del gruppo dei Cypress Hill. Il 14 luglio 1998 fu pubblicato il quinto album in studio del gruppo, Hello Nasty, che a differenza di Ill Communication riuscì a entrare nelle classifiche di vendita di mezzo mondo; raggiunse il primo posto in USA, Germania, Inghilterra, Australia, Nuova Zelanda, Paesi Bassi e Svezia, la seconda posizione in Canada e Giappone, e le top ten di Austria, Belgio, Finlandia, Francia, Irlanda, Israele e Svizzera.
Come avvenuto per il successo di Sabotage i Beastie Boys percorsero la strada del video musicale divertente e originale; Body Movin' (ispirato al fumetto italiano Diabolik, con le scene finali riprese dall'omonimo film di Mario Bava), Intergalactic (in cui un robot guidato da tre scienziati sconfigge un mostro gigante, simile a Cthulhu, che tiene sotto scacco una città giapponese, con scontri sullo stile dei film kaijū e delle produzioni Tokusatsu) e Three MC's and One DJ (Mix Master Mike raggiunge dopo una lunga discesa di scale il trio in una saletta di registrazione) vendettero molte copie anche per la grande pubblicità che le sempre più numerose televisioni musicali fecero a queste canzoni. Escludendo dal calcolo i singoli si arrivò in tutto a 4.500.000 album venduti, considerando che a una settimana dall'uscita nei negozi di dischi erano già state vendute quasi 700.000 copie.
La maggiore novità musicale del disco, al quale collaborarono per tre canzoni la cantante dei Cibo Matto, Miho Hatori e il produttore e musicista giamaicano Lee "Scratch" Perry, fu l'abbondanza di suoni elettronici, frutto dell'interesse maturato da Adam Horovitz verso sintetizzatori, drum machine e sequencer. L'album è come al solito multigenere; l'hip hop old school di The Move fa da contrappeso al soul e al jazz di Picture This, mentre i suoni elettronici e i campionamenti di Intergalactic - di cui è stata fatta anche una versione insieme a Herbie Hancock chiamata Intergalactic Rockit - e Body Movin' si accordano con le metriche delle parole, particolarmente incisive in Three MC's and One DJ. Quest'ultimo brano è unico nella produzione discografica dei Beastie Boys, visto che non ci sono né strumenti musicali né tanto meno campionamenti, ma solo lo scratching di Mix Master Mike. Rispetto a prima, la figura del deejay non è più nascosta, ma anzi, con Schwartz acquista un ruolo di primo piano: dall'arrivo del nuovo dj, ogni spettacolo dei Beastie è preceduto da un suo showcase, in cui questo talentuoso deejay mescola abilmente numerosi brani tratti da album di vari generi (pop, rock, funk, electro, blues, rap e molto altro).
Il nuovo lavoro dei Beastie Boys fu riconosciuto meritevole di diversi premi. Innanzitutto la band ricevette agli MTV Video Music Awards 1998 il "Video Vanguard Award", uno speciale riconoscimento istituito per premiare i gruppi musicali che avessero offerto un grande contributo al mondo dei video. Durante lo show i Beastie interpretarono due canzoni dal vivo, e al momento della premiazione pronunciarono, per bocca di MCA, un breve discorso in difesa dei musulmani, attaccando il pensiero comune degli Americani di considerarli tutti terroristi, senza distinguere tra persone oneste e disoneste. Tale apologia seguì i tragici attentati alle ambasciate statunitensi del 1998, dopo i quali vi fu un incremento dei timori dell'opinione pubblica statunitense nei confronti del mondo musulmano, poiché erano stati degli integralisti islamici a organizzare e mettere in pratica tali attentati.
Un'altra occasione per ribadire ancora una volta il proprio impegno politico e sociale fu l'edizione successiva degli MTV Video Music Awards, che vide i Beastie Boys ricevere il premio per il migliore video hip hop dell'anno 1999 per la canzone Intergalactic. Adam Horovitz salì sul palco insieme ai compagni e si rivolse a tutti gli artisti presenti in sala, perché in futuro garantissero al pubblico accorso ai loro concerti maggiore sicurezza, dopo gli eventi riprovevoli del Festival Woodstock '99. I Beastie Boys vinsero anche il premio come "Best Rap" agli MTV Europe Music Awards '98 e due Grammy Awards nell'edizione del 1999, per il migliore album alternative e per la migliore performance rap in Intergalactic. I Beastie Boys divennero i primi - e gli unici fino a ora - a guadagnare contemporaneamente due Grammy per questi generi musicali.
Il 1999 fu l'anno della tournée più lunga della loro carriera, che li vide spesso suonare di fronte a decine di migliaia di spettatori, in arene provviste di spettacolari coreografie, di un palco girevole e di decine di telecamere, per il grande interesse delle televisioni verso il nuovo "fenomeno" Beastie Boys. Questi ultimi approfittarono della notorietà per porgere le proprie scuse ufficiali, tramite una lettera al Time Out New York, agli omosessuali per i comportamenti sessisti dei tempi di Licensed to Ill. Adrock scrisse per conto della band:
(Adam Horovitz)
I Beastie Boys diedero alle stampe, nel 1999, il loro primo Greatest Hits, Beastie Boys Anthology: The Sounds of Science; la raccolta raggiunse il 20º posto della "Billboard 200" e il sesto nelle vendite su Internet e il nuovo singolo, Alive, si piazzò a ridosso della top ten della "Billboard's Modern Rock chart". Inoltre i Beastie furono tra i primi a realizzare un sito web, nel quale misero a disposizione dei fan le versioni live di alcune loro canzoni, da scaricare gratuitamente con un semplice "click". Per questa idea il gruppo fu citato in un articolo del The Wall Street Journal.
I Beastie Boys prestarono poi le loro voci per interpretare se stessi nel cartoon statunitense Futurama per la puntata Il viaggio infernale, dove i personaggi Fry, Leela e Bender assistono, presso il Madison Square Garden, a un concerto del trio di New York, che interpreta le canzoni Super Disco Breakin', Intergalactic e Sabotage. Il 28 settembre 1999 il gruppo suonò Radio, Radio con Elvis Costello durante le celebrazioni del 25º anno del Saturday Night Live. Nel corso della serata i Beastie Boys, introdotti da due presentatori, si apprestavano a suonare la loro hit Sabotage, quando Costello si precipitò all'improvviso sul palco, spinse via Adam Horovitz e iniziò a suonare gli accordi di chitarra del suo pezzo, con il trio che accompagnò con i propri strumenti il musicista per tutta l'esibizione.
L'anno successivo il gruppo strinse amicizia con i Rage Against the Machine e progettò con loro un lungo tour, che però non partì a causa di un grave incidente occorso a Michael Diamond, che cadde dalla bicicletta procurandosi una distorsione alla spalla. Alla fine dell'anno, proprio quando la guarigione di Diamond avrebbe permesso di iniziare la tanto attesa tournée, i RATM si sciolsero facendo sfumare definitivamente il progetto. Intanto, dalla passione di Adrock per la musica elettronica era scaturito un progetto musicale alternativo con Amery Smith, iniziato nel 1997 e interrotto quattro anni dopo con la pubblicazione di due album e un tour estivo in USA, Giappone ed Europa. Il 2000 fu anche l'anno dell'uscita del primo DVD: Beastie Boys Video Anthology è una raccolta di diciotto video, fornita di materiale esclusivo, tra cui commenti ai filmati, la possibilità di vederli da diverse angolazioni, remix delle canzoni e informazioni sulle attività extra musicali del gruppo.

### L'attivismo politico contro George W. Bush e il sesto album
All'inizio del 2001 Michael Diamond fu costretto a dichiarare il fallimento della Grand Royal, inevitabile per l'enorme quantità di debiti accumulati nel corso dei dieci anni precedenti. L'iniziativa editoriale, che era stata voluta fortemente dal rapper, non riuscì mai a decollare per le insormontabili difficoltà incontrate nello strappare artisti alla concorrenza, fatto che alla GR non diede mai la possibilità di attirare un vasto pubblico. Il fallimento dell'azienda, che nel bene e nel male aveva segnato la storia recente dei Beastie Boys, non fu però l'evento peggiore dell'anno. Gli attentati dell'11 settembre 2001 scossero profondamente la band, che al momento dell'attacco alle Torri Gemelle si trovava nel suo studio di New York.
Subito dopo gli attentati la band organizzò con The Strokes, Cibo Matto, N.E.R.D, The Roots, Michael Stipe, Moby e molti altri lo spettacolo "New Yorker's Against Violence Concert" (28 - 29 ottobre, presso l'Hammerstein Ballroom), i cui proventi - 125.000 Dollari in tutto - furono destinati alle organizzazioni benefiche "New York Association for New Americans" e "New York Women's Foundation Disaster Relief Fund".
Il biennio 2002-2003 fu un accrescersi di polemiche e critiche all'amministrazione Bush, finché i Beastie Boys ripresero a scrivere nuove canzoni nei loro studi di registrazione nuovi di zecca, gli Oscilloscope Laboratories, realizzati in un locale dei bassifondi di Manhattan. Progettarono quindi di realizzare un disco di critica politica - piano poi realizzato solo in parte - ma non aspettarono troppo tempo per fare sentire la propria voce, scrivendo una canzone contro la guerra intitolata In a World Gone Mad, messa gratuitamente a disposizione degli internauti sul loro sito e su quello della Milarepa Foundation.
La canzone era rivolta soprattutto al Presidente, le cui minacce di intervenire militarmente in Iraq contro il regime di Saddam Hussein si stavano facendo sempre più forti. L'astio dei Beastie Boys nei confronti dei Partito Repubblicano e della dittatura cinese fu dimostrato anche ai Tibetan Freedom Concerts tenutisi a Tokyo e Taiwan, dove inoltre i Beastie colsero al volo l'occasione di fare sentire la voce della sofferenza dei tibetani a un pubblico che, per ragioni geografiche e culturali, poteva percepire il problema con maggiore partecipazione emotiva rispetto all'audience statunitense.
A marzo la decisione del presidente degli Stati Uniti di invadere l'Iraq - stessa sorte, per motivi diversi, era capitata due anni prima all'Afghanistan - fu percepita dal gruppo come un grave errore; l'opinione dei Beastie Boys, e di una parte dell'opinione pubblica americana, era che la discesa in campo dell'esercito per stanare Saddam Hussein e le sue presunte armi di distruzione di massa fosse un pretesto per appropriarsi con la forza delle immense risorse petrolifere irachene.
Dopo la breve esibizione di Las Vegas, il 25 aprile, in memoria del deejay dei Run DMC Jam Master Jay, il giorno dopo la band partecipò al Coachella Valley Music and Arts Festival, rassegna musicale in cui i Beastie si alternarono on the stage con artisti rock e hip hop come Red Hot Chili Peppers, Badly Drawn Boy, N.E.R.D, The Music, Sonic Youth e White Stripes. Sul palco i Beastie Boys, per voce di Mike D, si rivolsero al pubblico prendendo parola contro il Presidente:
(Michael Diamond)
Durante il viaggio di ritorno Adrock, MCA e Mike D si fermarono per qualche giorno a Indio, una piccola cittadina della California, suonando i propri pezzi più celebri in compagnia di musicisti hip hop emergenti.
Intanto il compositore statunitense James Newton aveva intentato una causa al trio, colpevole a suo dire di avere utilizzato senza permesso un estratto del suo brano di flauto traverso Choir, in Pass the Mic, brano contenuto nell'album Check your Head. Newton, deciso ad andare sino in fondo, cercò in ogni modo di ottenere un rimborso ma rimase deluso dalla sentenza, emanata nel mese di novembre, con cui il gruppo fu totalmente scagionato dalle accuse. Diamond spiegò che a quel tempo Newton aveva dato alla sua casa discografica il permesso di utilizzare la sua musica e lo stesso fece l'etichetta con i Beastie Boys: per l'esito felice del processo, il gruppo espresse la propria soddisfazione.
La notizia di un imminente scioglimento della band, diffusasi in breve tempo su internet, fu subito smentita dai Beastie Boys che annunciarono in gennaio l'uscita di un nuovo album, rivelando di stare per tornare con canzoni dal tenore strettamente hip-hop, accantonando per il momento gli strumenti musicali. Per questo motivo scelsero di fare temporaneamente a meno sia di Money Mark che di Alfredo Ortiz: tale esclusione fu solo momentanea, poiché entrambi i musicisti furono assoldati per il tour seguente. Con la preziosa collaborazione di Mix Master Mike la band realizzò un buon numero di canzoni immesse in parte nel nuovo album in studio, il sesto per i Beastie Boys, intitolato To the 5 Boroughs. I cinque quartieri a cui fa riferimento il titolo sono Brooklyn, Bronx, Queens, Manhattan e Staten Island, i sobborghi della città di New York a cui la band legarono i ricordi dell'infanzia nella canzone An Open Letter to NYC, una vera e propria dichiarazione d'amore nei confronti della città e del suo recente dolore. A lanciare il disco fu il singolo Ch-Check It Out, che raggiunse la vetta di diverse classifiche: stesso destino per l'album, al primo posto nelle classifiche di vendita di Canada, USA ed Europa, e il secondo in Australia.
Il regista svizzero Nathanial Hörnblowér, alias Adam Yauch, dopo Hello Nasty girò un altro paio di video deliranti. Oltre a quello della canzone di lancio, caratterizzato da scene surreali che ricalcano i testi altrettanto insoliti, molto particolare fu quello di Triple Trouble, dove i Beastie Boys, vestiti con tute di colore verde pisello, vengono trascinati a forza dallo scimmione Sasquatch nella sua caverna, per praticare ginnastica e suonare con il mostro. Gli altri singoli estratti dal disco, provvisti del rispettivo video musicale, furono An Open Letter to NYC, Rhyme the Rhyme Well e Right Right Now Now, unica canzone tra queste socialmente impegnata.
To the 5 Boroughs, seguito da una tournée mondiale che durò quasi un anno, fu recensito positivamente dalla maggior parte della critica, e Rolling Stone lo premiò con l'unico "5 stelle / 5" del 2004. La rivista pubblicò inoltre un sondaggio, che inserì i Beastie Boys nella classifica dei più grandi artisti di tutti i tempi, al 77º posto.
L'unico problema legato al disco fu legato alle lamentele di tantissimi fan britannici, che protestarono contro la band e la Capitol Records per il fatto che l'inserimento del CD nel lettore del computer causava l'installazione di spyware, software che provocano l'invio di dati a vari siti e organizzazioni senza il benestare da parte dell'utente. I Beastie Boys respinsero le accuse, affermando di non essere stati informati di questo dalla loro casa discografica, a cui addossarono la responsabilità dell'accaduto, che alla fine non si assunse nessuno. Tuttavia questi inconvenienti si registrarono solo in Inghilterra, mentre nel resto del continente non si verificò alcun problema.
I Beastie Boys furono anche candidati agli MTV Europe Music Awards nelle categorie "Best hip hop" e "Best group", ma non si aggiudicarono neppure uno dei due premi. La cerimonia di consegna delle statuette, che si svolse a Roma il 18 novembre 2004, fu caratterizzata da una spettacolare esibizione dei Beastie che vestiti con giacca, cravatta, panama e occhiali scuri, interpretarono An Open Letter to NYC spostandosi con il monopattino da un lato all'altro del palco.
Il 14 giugno 2019, in occasione del quindicesimo anniversario dell'uscita dell'opera, i Beastie Boys hanno rilasciato in formato digitale una versione speciale dell'album, in cui oltre alle quindici tracce originariamente incluse all'epoca della sua uscita sono aggiunti altri dodici brani (in parte remix di canzoni già presenti nell'album), ricavati da edizioni speciali e b-side dei singoli del disco.

### Il film-documentario dei fan e il primo album in studio completamente strumentale

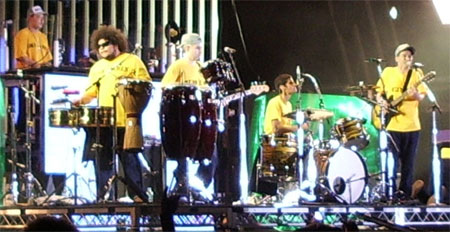
I Beastie Boys al concerto del Big Day Out a Melbourne, Australia, nel 2005. Da destra a sinistra: Mix Master Mike, Alfredo Ortiz, MCA, Mike D e Adrock (Money Mark è fuori dalla foto).

Alla fine del 2005, per celebrare i 24 anni dalla fondazione del gruppo, la Capitol Records pubblicò il greatest hits Solid Gold Hits, uscito in due formati: uno provvisto del solo CD con le quindici canzoni più famose, l'altro provvisto in più di un DVD contenente i rispettivi video.
La vena sperimentale dei Beastie Boys continuò anche nel 2006, quando Adam Yauch e gli altri finirono di realizzare il "documentario" - poi pubblicato a luglio in DVD - Awesome...I Fuckin' Shot That!, risultato della registrazione del concerto che la band aveva interpretato due anni prima al Madison Square Garden di New York. In quell'occasione cinquanta fortunati spettatori che avevano inviato la loro disponibilità via e-mail, furono dotati di una telecamera a testa per riprendere lo spettacolo. Il resoconto della serata fu ottenuto da MCA mescolando in un unico filmato le riprese degli spettatori, che avevano registrato lo show da tantissime angolature diverse. Il rapper-regista firmò il documentario inserendo anche gli aspetti più esilaranti della serata, compresi quelli che non riguardavano quanto successo sul palco; un fan, per esempio, si assentò temporaneamente dalla sala principale dell'edificio per andare in bagno, ed ebbe l'idea di riprendere con la videocamera il getto di urina, mentre in sottofondo si sentivano le voci dei rapper: l'originale spezzone fu alla fine inserito nel film.
Nel corso della serata apparvero anche alcuni personaggi famosi; Doug E. Fresh sul palco, mentre Ben Stiller e sua moglie, poi intervistati alla fine del concerto da uno spettatore, tra il pubblico.
Il documentario fu successivamente proiettato nei cinema statunitensi, per partecipare poi ad alcuni festival cinematografici, anche europei, compreso il festival internazionale del film di Roma nella categoria Extra. I Beastie Boys approfittarono degli spostamenti della programmazione del film di teatro in teatro, iniziando un tour promozionale per gli Stati Uniti, spostandosi infine in Sudamerica.
I Beastie Boys si rimisero al lavoro alla fine dell'anno, quando si trasferirono in pianta stabile nei loro studi di New York con Money Mark e Alfredo Ortiz per scrivere nuove canzoni. Nel gennaio 2007 Michael Diamond, intervistato, rivelò che era in cantiere un album diverso da tutto ciò che abbiamo fatto fino ad ora e per il quale parecchi fan si arrabbieranno con noi. The Mix-Up, il settimo album in studio della band, uscì il 22 giugno e non fu recensito positivamente da buona parte della critica, sorpresa probabilmente dall'ennesima rivoluzione melodica compiuta dalla band. A fare da contraltare alle recensioni di Pitchfork Media e soprattutto NME, che definì il disco ripetitivo e bidimensionale e lo bocciò senza appello, fu il giudizio espresso da AllMusic e IGN, i quali riconobbero ai Beastie Boys il merito di avere mescolato con notevole abilità suoni jazz, funk, R&B e blues in un disco psichedelico e caratterizzato da ottimi giri di basso e dal geniale apporto di Money Mark.
Il 7 luglio la band salì sul palco inglese del Live Earth insieme a Foo Fighters, Duran Duran, James Blunt, Metallica e molti altri per sensibilizzare l'opinione pubblica sulle tematiche ambientali; l'esibizione fu piuttosto breve e i Beastie interpretarono Sabotage, So What'cha Want, Off the Grid, Intergalactic e Sure Shot.
Il 21 settembre, sul sito internet di MTV, fu battuta la notizia secondo cui i Beastie Boys avrebbero pubblicato presto una nuova versione del loro ultimo album, comprendente anche le parti cantate e alla quale avrebbero partecipato Joe Cocker, M.I.A. e Lily Allen; tuttavia, a distanza di molto tempo da queste dichiarazioni, il progetto non ha ancora visto luce. Pochi giorni dopo, i Beastie furono nominati con Madonna per entrare nella Rock and Roll Hall of Fame, ma alla fine furono preferiti loro altri artisti, tra cui la stessa cantante.
I Beastie Boys si riscattarono più tardi, quando furono candidati nelle categorie "Best Pop Instrumental Performance" (Off the Grid) e "Best Pop Instrumental Album" (The Mix-Up) ai Grammy Awards 2008. Il 10 febbraio Adrock, Mike D e MCA hanno ricevuto il secondo premio, mentre il primo è andato a Joni Mitchell. Due settimane dopo Adam Yauch, intervistato da Rolling Stone, ha rivelato che la band sta lavorando a un nuovo album, la cui uscita sarebbe prevista per l'inizio del 2009.
Il 29 aprile la band ha aderito all'iniziativa promossa da Google, con la quale gruppi musicali come i Beastie Boys, i Coldplay e i The John Butler Trio hanno dato ai fan la possibilità di personalizzare la propria homepage con immagini, disegni e foto degli artisti.
Alla fine del mese di gennaio 2009 i Beastie Boys, per celebrare i vent'anni dall'uscita del loro più apprezzato album Paul's Boutique, hanno messo a disposizione dei fan una nuova versione del disco, scaricabile (a pagamento) direttamente dal sito internet ufficiale della band e messo in commercio negli USA sia in formato CD che su vinile a partire dal 10 febbraio. Per l'occasione la band ha anche rivoluzionato la homepage della propria pagina web, concedendo ai visitatori la possibilità di esplorare digitalmente il quartiere newyorchese di Brooklyn partendo dalla "Boutique di Paul", da cui prende nome il disco, inserire foto e racconti legati a esso, ascoltare tutte le canzoni e vedere i relativi video di cui alcuni fino a ora poco noti, giocare a ping pong con i componenti della band e molto altro ancora.

### Nuovo album, malattia di Adam Yauch e inserimento nella Rock and Roll Hall of Fame
Il 25 maggio 2009 i Beastie Boys annunciano al Late Night di Jimmy Fallon che il 15 settembre dello stesso anno avrebbero pubblicato il nuovo album in studio, dal titolo Hot Sauce Committe, Pt. 1. Inizialmente il titolo doveva essere Tadlock's Glasses (ovvero gli occhiali di Tadlock). Tale nome è stato spiegato dal membro della band Adam Yauch:
I Beastie Boys sono però costretti a rimandare l'uscita dell'album per il peggiore dei motivi: Adam "MCA" Yauch ha infatti rivelato in un annuncio ufficiale che dovrà sospendere i suoi impegni professionali per via di un cancro alla gola che ha appena scoperto di avere. In un video postato sul sito ufficiale dei Beastie Boys Adam racconta della sua malattia, rassicurando i fan e spiegando che il tumore è localizzato in una ghiandola salivare e che quindi non c'è rischio per la sua voce.
L'anno successivo, il 10 ottobre, i Beastie Boys hanno annunciato che l'album verrà pubblicato nella primavera del 2011, sarà composto da 16 tracce e si intitolerà Hot Sauce Committee Part Two. Poco dopo sono state diffuse le date ufficiali di uscita del nuovo disco: 27 aprile 2011 per il Giappone, 29 aprile in Europa, e 3 maggio negli Stati Uniti. Il nuovo album viene promosso per mezzo dei singoli Lee Majors Come Again, Too Many Rappers (registrata con il rapper Nas), Make Some Noise e Don't Play No Game That I Can't Win (registrata con la musicista Santigold). L'album ottiene un discreto successo, anche grazie al video promozionale di Make Some Noise. Esso è una sorta di proseguimento del video di una delle primissime canzoni dei Beastie Boys, (You Gotta) Fight for Your Right (to Party), in cui i componenti della band (impersonati dagli attori Seth Rogen, Danny McBride e Elijah Wood) abbandonano la festa e continuano a festeggiare e a dimenarsi per tutta la città. Con il loro ottavo album i Beastie Boys sono riusciti a superare i 40 milioni di dischi venduti nel mondo.
Nel dicembre del 2011 arriva un prestigioso premio per la carriera del gruppo: l'inserimento nella Rock and Roll Hall of Fame. La band viene presentata e inserita il 14 aprile 2012 dai rapper Chuck D e LL Cool J, ma non si esibisce in quanto non al completo; Adam Yauch sta infatti ancora combattendo la sua battaglia con il cancro, e nello stesso giorno si trova ricoverato al Presbyterian Hospital di New York. Mike D e Ad-Rock si limitano a leggere un discorso scritto da Adam Yauch, e lasciano cantare alcune delle canzoni della band ai musicisti Black Thought, Travie e Kid Rock.

### La morte di Adam Yauch e la fine dei Beastie Boys
Adam Yauch è morto il 4 maggio 2012, all'età di appena 47 anni, sconfitto dal cancro contro il quale combatteva dal 2009. Poche settimane dopo la morte di MCA, il 24 maggio, l'amico e compagno della band Mike D rilascia un'intervista a Rolling Stone dichiarando che i Beastie Boys hanno registrato della nuova musica alla fine del 2011, dopo l'uscita di Hot Sauce Committee Part Two, anche se non è stato indicato se e quando queste registrazioni verranno rese pubbliche. Nel corso della stessa intervista Mike D ha inoltre sostenuto che i Beastie Boys, a causa della morte di MCA, si scioglieranno, anche se lui si è dichiarato aperto a fare nuova musica con Ad-Rock in futuro.
Il 3 maggio 2013 i membri rimasti della band annunciano che un parco giochi per bambini a Brooklyn è stato rinominato in onore di Adam Yauch.
L'anno successivo, a giugno, Mike D ha dichiarato che né lui né Horovitz avrebbero continuato a produrre musica sotto il nome Beastie Boys per rispetto di MCA, il che ha decretato ufficialmente lo scioglimento della band.

### Morte di John Berry
Il 19 maggio 2016 muore all'età di 52 anni il fondatore dei Beastie Boys, John Berry, a causa di una tipologia di demenza neurodegenerativa. A darne il triste annuncio è stato il padre.

### Beastie Boys Book
Il 30 ottobre 2018 è stato pubblicato il libro autobiografico Beastie Boys Book. L'opera, lunga ben 592 pagine, è una raccolta di memorie e curiosità (con l'aggiunta di alcuni particolari rimasti finora sconosciuti) riguardo alla storia e alla carriera della band che i due rimanenti membri dei Beastie Boys Micheal Diamond e Adam Horovitz hanno iniziato a scrivere negli anni successivi alla morte di Adam Yauch. Per la promozione del libro (di cui è uscita anche una versione audiobook che ha riscosso critiche favorevoli da parte delle organizzazioni mediatiche, tanto da essere incluso tra le nomination per l'"Audiobook of the Year"), Diamond e Horovitz hanno intrapreso un giro di presentazione lungo sei date.

### Beastie Boys Story
Nel marzo 2019 è stata ufficializzata la realizzazione una serie di eventi di spettacolo live che si sarebbero tenuti il mese successivo chiamati Beastie Boys Story: “a 2 person 1 man show about 3 kids who started a band together”. Inizialmente previsti in una tappa a Filadelfia e due a Brooklyn, visto il successo riscosso ne è stata aggiunta ancora un'altra nel distretto newyorchese. Negli show il regista Spike Jonze (che aveva realizzato il celebre video di Sabotage) svolge il ruolo di direttore e conduttore mentre Micheal Diamond e Adam Horovitz si alternano nel raccontare le vicende della band davanti al pubblico con in sottofondo schermi che proiettano varie immagini dei Beastie Boys di cui molte estratte da clip e live del gruppo e anche frammenti del film del 1989 Lost Angels in cui Horovitz è protagonista, con intermezzi musicali facenti riferimento ai loro lavori. Alla fine dello show (di circa quattro ore di durata), un'automobile vintage decorata con la scritta "RIP MCA" viene parcheggiata al di fuori della sede dell'evento da dove il pubblico sta sfollando come tributo in memoria di Adam Yauch.

## Stile e influenze

### Look e vestiario
I Beastie Boys hanno saputo, nell'arco della loro più che venticinquennale carriera, rinnovare profondamente il loro stile e il modo di presentarsi al pubblico. Nei primi anni ottanta, agli albori della storia del gruppo, i Beastie seguivano l'abbigliamento imperante tra i musicisti hardcore punk, costituito da jeans trasandati, borchie e maglie dai colori sgargianti oppure scuri, modo di vestire cambiato gradatamente fino al successo di Licensed to Ill. Nel 1985 i membri della band cominciarono a indossare giubbotti di pelle, cappellini con visiera, jeans stretti, occhiali scuri e vistosi anelli al dito (Mike D in particolare), diventati un marchio di fabbrica della band per qualche anno. I Beastie Boys abbandonarono questa immagine nel periodo di Paul's Boutique, quando si vestivano generalmente con abiti casual e camicie hawaiane, ma la riassunsero in parte nei primi anni novanta, nei quali il berretto acrilico in finta lana divenne una prerogativa per Yauch e Diamond, mentre Horovitz preferì conservare l'icona che aveva acquisito nel periodo precedente, cambiando solo i pantaloni, un po' più ristretti rispetto a prima.

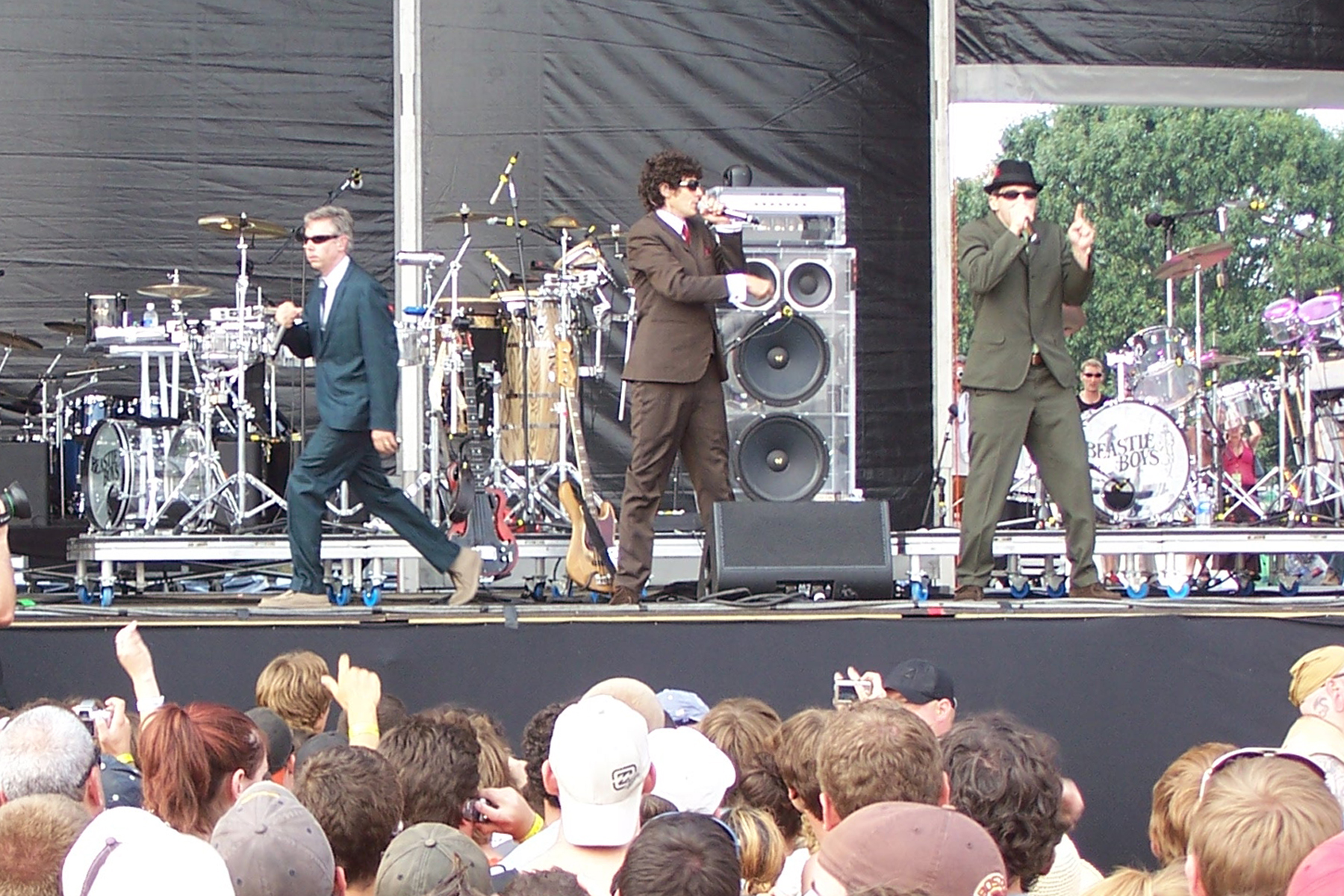
L'immagine raffigura il trio vestito in abito completo, divenuto una peculiarità dell'abbigliamento da lavoro dei Beastie Boys.

La combinazione t-shirt-jeans caratterizzò la fase successiva, tra il 1994 e il 1998, dopodiché i Beastie Boys cominciarono a esibirsi con strane tute monocolore, verde rosso o blu, particolarità che divenne consuetudine a seguito del grande successo dei video di Intergalactic e Triple Trouble; nel primo, in particolare, il trio si veste con tute bianche interrotte da bande gialle contornate di nero nella parte superiore, elmetto bianco e stivali gialli con il tacco nero, dando vita a una moda che avrebbe portato molti fan a creare abiti simili da indossare ai loro concerti. Negli ultimi anni, invece, i Beastie Boys hanno cercato di assumere una figura più professionale esibendosi, a partire dagli MTV Europe Music Awards di Roma del 2004, in abito completo insieme al panama. A tale abbigliamento si sono adeguati anche i collaboratori, a eccezione di Mix Master Mike, che tende al contrario a mantenere un look più consono alla figura del deejay, con cappellino e maglietta o camicia su un paio di jeans.

### I cambiamenti musicali maturati di album in album
I Beastie Boys nacquero come gruppo hardcore punk, ma repentina fu la svolta verso i suoni più ritmati dell'old school hip hop, a cui approdarono dopo averli mescolati in un genere a parte da cui nacquero negli anni novanta nu metal e rapcore. La loro musica è molto composita, poiché il gruppo non si è quasi mai limitato a comporre basi sulle quali scrivere i testi, ma ha utilizzato abitualmente gli strumenti musicali; non è un caso che parte della discografia sia caratterizzata da raccolte di brani dove compaiono stabilmente chitarra elettrica, batteria e basso, oltre a percussioni e tastiere. Secondo la critica, il merito principale dei Beastie Boys è stato quello di sapere cambiare, non dimenticando però completamente i progressi dei lavori precedenti e riadattandoli con le idee partorite in vista di ogni nuovo lavoro.
Seguendo un ordine cronologico, album per album, è possibile fare una lista della giungla di generi musicali diversi in cui i Beastie Boys, alcune volte di getto, altre a piccoli passi, si sono addentrati. Mentre i dischi delle origini risentirono dell'influenza di band come Bad Brains e The Germs, che spopolavano allora tra gli appassionati dell'hardcore punk, Licensed to Ill fu l'album che segnò la fusione tra rock e hip hop e che creò un coacervo di suoni che soltanto i Run DMC avevano esplorato prima dei Beastie Boys. Invece Paul's Boutique nacque dalla collaborazione con i Dust Brothers, che avevano realizzato tantissimi campionamenti dove spadroneggiavano suoni elettronici e psichedelici. Essi furono utilizzati in abbondanza nel nuovo disco, che presentò tuttavia pezzi che ne facevano completamente a meno; basti pensare all'ultima lunga canzone dell'album, B-Boy Bouillabaisse, costituita da tanti brevi brani nella maggior parte dei quali la base fu interamente realizzata con la tecnica dello scratching da DJ Hurricane. Da allora la musica dei Beastie Boys cominciò a influenzare una folta schiera di artisti, rap e non.
Con Check your Head si ebbe un ulteriore implemento dei suoni utilizzati; dalle atmosfere melodiche e "jazzate" dei brani strumentali ai suoni duri e grezzi di Time for Livin', dal rock di Gratitude (lo stesso accordo di chitarra ripetuto all'infinito) al rap "old school" di Pass the Mic, dove le potenti e rimbombanti voci del trio mettono in ombra la base. Ill Communication fu la continuazione delle sperimentazioni del disco precedente, con l'aggiunta della spiritualità delle canzoni a cui collaborò l'orchestra tibetana e del rock aggressivo di Tough Guy e Heart Attack Man. Il tono duro e "cattivo" del disco scomparve nei tre album successivi, diversi per vari motivi ma comuni da questo punto di vista; Hello Nasty fu arricchito con suoni elettronici, elaborati da Mario C con Adam Horovitz e vintage, questi ultimi riapparirono diverse volte a partire da The Mix-Up, dopo essere scomparsi nel sesto album To the 5 Boroughs, costituito unicamente da samples. Infatti l'ultimo lavoro dei Beastie Boys è interamente strumentale e risente del prezioso apporto di Money Mark, ad alternare i giri di basso con i suoni generati dal suo organo e dalle sue tastiere.
L'estrema ecletticità del gruppo, dimostrata di album in album, è testimoniata dall'ispirazione che band ed artisti estremamente diversi tra loro hanno tratto dalla musica dei Beastie Boys: Gorillaz, De La Soul, The Bloodhound Gang, Cypress Hill, Eminem, Limp Bizkit, Kid Rock, Hed P.E. e molti altri sono stati influenzati, chi più chi meno, dalla musica del trio e da essa sono partiti per creare un proprio percorso musicale.

## Formazione storica
- Mike D - voce (1981 - 2012), batteria (1984 - 2012)
- Ad-Rock - voce, chitarra (1982 - 2012)
- MCA - voce, basso (1981 - 2012)

## Altri componenti
- John Berry - chitarra (1981 - 1982)
- Kate Schellenbach - batteria, percussioni (1981 - 1984)
- Kerry King (chitarra nell'album Licensed to Ill)

### Collaboratori
- DJ Double R – disc jockey (1984–1985)
- Doctor Dre – disc jockey (1986)
- DJ Hurricane – disc jockey (1988–1998)
- Eric Bobo – percussioni (1992–1999)
- Money Mark – tastiera, voce (1992–2012)
- AWOL – batteria (1994–1995)
- Alfredo Ortiz – batteria, percussioni (1996–2012)
- Mix Master Mike – disc jockey, cori (1998–2012)

## Discografia

### Album in studio
- 1986 - Licensed to Ill
- 1989 - Paul's Boutique
- 1992 - Check Your Head
- 1994 - Ill Communication
- 1998 - Hello Nasty
- 2004 - To the 5 Boroughs
- 2007 - The Mix-Up
- 2011 - Hot Sauce Committee Part Two

### EP
- 1982 - Pollywog Stew
- 1983 - Cooky Puss
- 1984 - Rock Hard
- 1995 - Root Down
- 1995 - Aglio e Olio

### Raccolte
- 1994 - Some Old Bullshit
- 1996 - The in Sound from Way Out!
- 1999 - Beastie Boys Anthology: The Sounds of Science
- 2005 - Solid Gold Hits

## Videografia

### DVD
- 2000 - Beastie Boys Video Anthology
- 2005 - Solid Gold Hits
- 2006 - Awesome; I Fuckin' Shot That!

## Libri
- Michael Diamond e Adam Horovitz, Beastie Boys Book, New York, Spiegel & Grau, 2018, ISBN 9780571308040.

## Premi e riconoscimenti
- 3 Grammy Awards[101]
  - 1998: "Best Rap Performance By A Duo Or Group" con Intergalactic.
  - 1998: "Best Alternative Music Performance" con Hello Nasty.
  - 2007: "Best Pop Instrumental Album" con The Mix-Up.
- 2 MTV Video Music Awards.
  - 1998: "Video Vanguard Award", premio alla carriera.[102]
  - 1999: "Best Hip-Hop Video" con Intergalactic.[103]
- 1 MTV Europe Music Award.
  - 1998: "Best Rap" con Hello Nasty.[104]
- 1999: Il video di Sabotage inserito al 7º posto da MTV nella classifica dei "100 Greatest Music Videos Ever Made".[105]
- 2003: Licensed to Ill inserito al 217º posto dalla rivista Rolling Stone nella "lista dei 500 migliori album secondo Rolling Stone".[106]
- 2003: Paul's Boutique inserito al 156º posto dalla rivista Rolling Stone nella "lista dei 500 migliori album secondo Rolling Stone".[107]
- 2003: 11º gruppo hip hop più importante di tutti i tempi.[108]
- 2004: 77º band più importante di tutti i tempi secondo Rolling Stone.[109]
- 2004: Sabotage eletta 27º canzone più influente di tutti i tempi dalla rivista Rolling Stone.[110]
- 2006: Premio alla carriera durante la terza edizione dei VH1 Hip Hop Honors.[3]